# Херода
Херода или Херонда (стгрч. ἩρώδαςἩρώδας или Ἡρώνδας – име је другачије написано на неколико места где се помиње) био је грчки песник и аутор кратких хумористичких драмских сцена у стиховима, вероватно написаних у Александрији током 3. века пре нове ере.
Осим суштинске вредности ових дела, она су занимљива у историји грчке књижевности као нова врста, која илуструје александријске методе. Зову се Мимијамбои (Грчки: μιμίαμβοι), или мими.
Ова дела су представљала сцене из народног живота, писане језиком народа, са присутним сексуалним пословицама какве добијамо у другим одразима тог краја – код Петронија и Пентамерона.
Херода је био непоколебљиви реалиста.